# Mortes em junho de 2022
Mortes em 2022: ← Janeiro – Fevereiro – Março – Abril – Maio – Junho – Julho – Agosto – Setembro – Outubro – Novembro – Dezembro →
Esta é uma relação de pessoas notáveis que morreram durante o mês junho de 2022, listando nome, nacionalidade, ocupação e ano de nascimento.

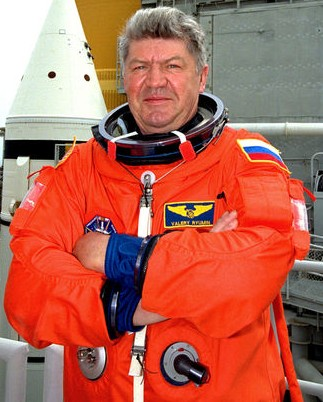
Valeri Ryumin, cosmonauta russo.

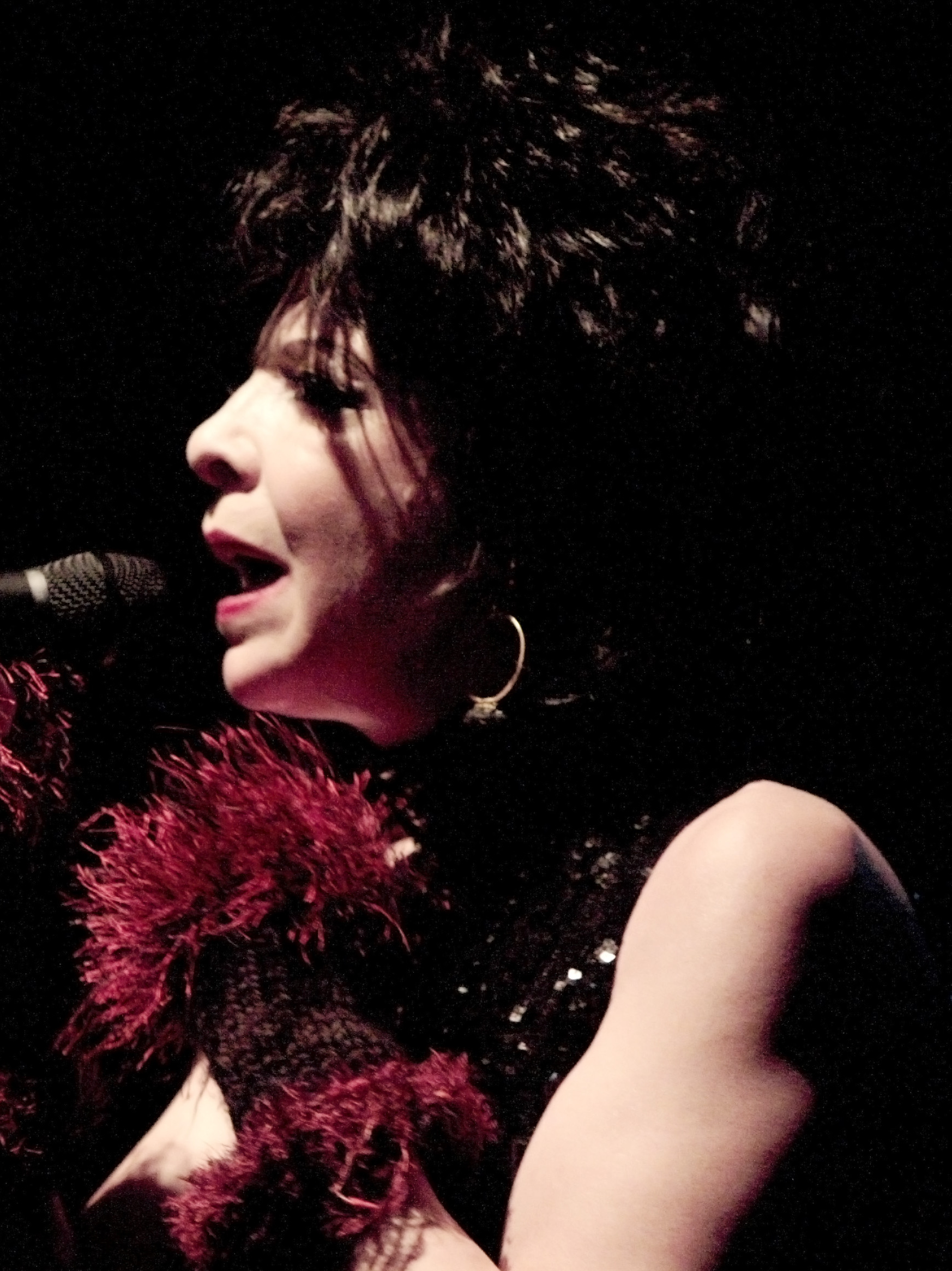
Julee Cruise, Cantora e atriz estadunidense.

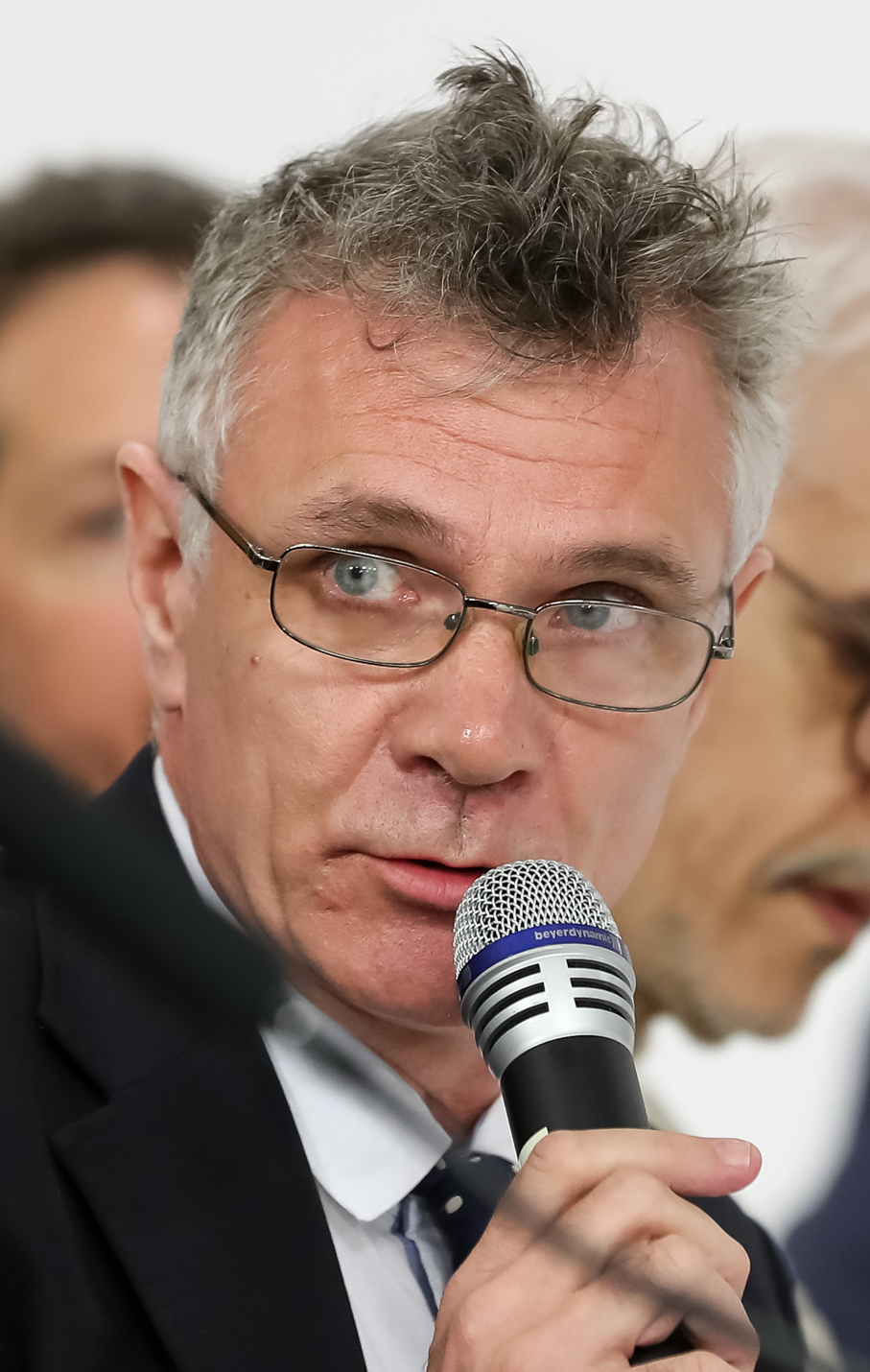
Dom Phillips, jornalista britânico.

Bruno Pereira, indigenista brasileiro.

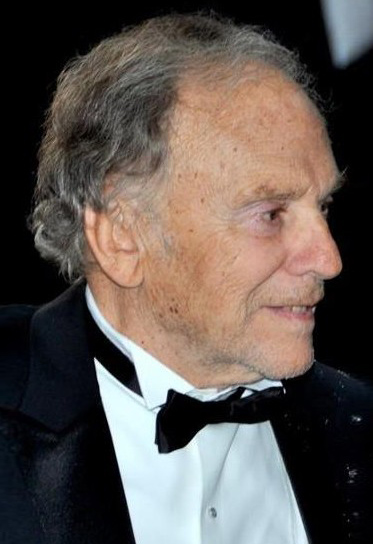
Jean-Louis Trintignant, ator francês.

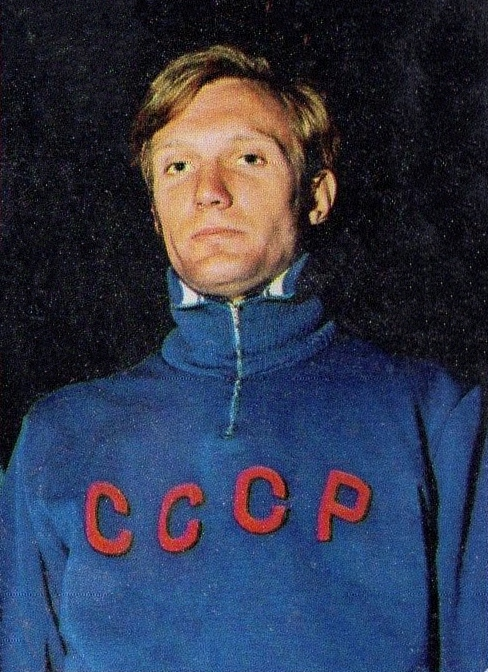
Jüri Tarmak, atleta estoniano.

| Dia | Nome                          | Profissão ou motivo de reconhecimento | Nacionalidade            | Nasc. | Ref    |
| --- | ----------------------------- | ------------------------------------- | ------------------------ | ----- | ------ |
| 1   | Paulo Mascarenhas Roxo        | Prelado                               | Brasil                   | 1928  | [ 1 ]  |
| 1   | Delio Venturotti              | Supercentenário                       | Brasil/ Itália           | 1909  | [ 2 ]  |
| 2   | Jesus Adib Abi Chedid         | Político                              | Brasil                   | 1938  | [ 3 ]  |
| 2   | Uri Zohar                     | Cineasta e rabino                     | Israel                   | 1935  | [ 4 ]  |
| 2   | István Szõke                  | Futebolista                           | Hungria                  | 1947  | [ 5 ]  |
| 2   | Nobuyuki Idei                 | Empresário                            | Japão                    | 1937  | [ 6 ]  |
| 3   | José de Abreu                 | Empresário e político                 | Brasil                   | 1944  | [ 7 ]  |
| 3   | Ken Kelly                     | Pintor e ilustrador                   | Estados Unidos           | 1946  | [ 8 ]  |
| 3   | Dorothy E. Smith              | Socióloga                             | Canadá/ Reino Unido      | 1926  | [ 9 ]  |
| 4   | Neila Tavares                 | Atriz                                 | Brasil                   | 1948  | [ 10 ] |
| 4   | Goran Sankovič                | Futebolista                           | Eslovênia/ Iugoslávia    | 1979  | [ 11 ] |
| 4   | Luiz Adauto da Justa Medeiros | Matemático, pesquisador e professor   | Brasil                   | 1926  | [ 12 ] |
| 5   | Haidar Abdul-Razzaq           | Futebolista                           | Iraque                   | 1982  | [ 13 ] |
| 5   | Rubens Caribé                 | Ator                                  | Brasil                   | 1965  | [ 14 ] |
| 5   | Alec John Such                | Músico                                | Estados Unidos           | 1956  | [ 15 ] |
| 6   | Valeri Ryumin                 | Cosmonauta                            | União Soviética/ Rússia  | 1939  | [ 16 ] |
| 6   | Gianni Clerici                | Jornalista e tenista                  | Itália                   | 1930  | [ 17 ] |
| 7   | Isaac Berger                  | Halterofilista                        | Estados Unidos           | 1936  | [ 18 ] |
| 7   | Marco Luzzago                 | Empresário                            | Itália                   | 1950  | [ 19 ] |
| 8   | Paula Rego                    | Artista visual                        | Reino Unido/ Portugal    | 1935  | [ 20 ] |
| 8   | Fernando Pinto Monteiro       | Jurista                               | Portugal                 | 1942  | [ 21 ] |
| 8   | Julio Jiménez                 | Ciclista                              | Espanha                  | 1934  | [ 22 ] |
| 9   | Aloísio Sinésio Bohn          | Prelado                               | Brasil                   | 1934  | [ 23 ] |
| 9   | Billy Bingham                 | Treinador de futebol                  | Reino Unido              | 1931  | [ 24 ] |
| 9   | Julee Cruise                  | Cantora e atriz                       | Estados Unidos           | 1956  | [ 25 ] |
| 9   | Oleg Moliboga                 | Voleibolista                          | Ucrânia/ União Soviética | 1953  | [ 26 ] |
| 9   | António Machado Pires         | Professor e escritor                  | Portugal                 | 1942  | [ 27 ] |
| 10  | Pravin Varaiya                | Engenheiro                            | Índia                    | 1940  | [ 28 ] |
| 10  | Fraústo da Silva              | Professor                             | Portugal                 | 1933  | [ 29 ] |
| 10  | Armando Pereira da Silva      | Jornalista                            | Portugal                 | 1940  | [ 30 ] |
| 11  | Ivanildo Sax de Ouro          | Saxofonista                           | Brasil                   | 1932  | [ 31 ] |
| 11  | Bernd Bransch                 | Futebolista                           | Alemanha                 | 1944  | [ 32 ] |
| 12  | Vello Lään                    | Jornalista                            | Estónia                  | 1937  | [ 33 ] |
| 12  | Philip Baker Hall             | Ator                                  | Estados Unidos           | 1931  | [ 34 ] |
| 12  | Gilson de Souza               | Cantor e compositor                   | Brasil                   | 1944  | [ 35 ] |
| 12  | Falé                          | Futebolista e treinador               | Portugal                 | 1933  | [ 36 ] |
| 13  | Giuseppe Pericu               | Político                              | Itália                   | 1937  | [ 37 ] |
| 13  | Franklin Anangonó             | Futebolista                           | Equador                  | 1974  | [ 38 ] |
| 13  | Rolando Serrano               | Futebolista                           | Colômbia                 | 1938  | [ 39 ] |
| 14  | Everett Peck                  | Ilustrador e cartunista               | Estados Unidos           | 1950  | [ 40 ] |
| 15  | Iride Semprini                | Humorista                             | Brasil                   | 1931  | [ 41 ] |
| 15  | Dom Phillips                  | Jornalista                            | Reino Unido              | 1964  | [ 42 ] |
| 15  | Bruno Pereira                 | Indigenista                           | Brasil                   | 1980  | [ 43 ] |
| 16  | Arnaldo Faria de Sá           | Radialista e político                 | Brasil                   | 1945  | [ 44 ] |
| 16  | Maria Lúcia Dahl              | Atriz                                 | Brasil                   | 1941  | [ 45 ] |
| 16  | Tim Sale                      | Quadrinista                           | Estados Unidos           | 1956  | [ 46 ] |
| 16  | Steinar Amundsen              | Canoísta                              | Noruega                  | 1945  | [ 47 ] |
| 17  | Jean-Louis Trintignant        | Ator                                  | França                   | 1930  | [ 48 ] |
| 17  | Dave Hebner                   | Árbitro e promotor                    | Estados Unidos           | 1949  | [ 49 ] |
| 17  | Bruno Pedron                  | Prelado                               | Brasil/ Itália           | 1944  | [ 50 ] |
| 17  | Nicole Tomczak-Jaegermann     | Matemática                            | Canadá/ Polónia          | 1945  | [ 51 ] |
| 18  | Ilka Soares                   | Atriz e modelo                        | Brasil                   | 1932  | [ 52 ] |
| 18  | João Rui de Sousa             | Poeta e autor                         | Portugal                 | 1928  | [ 53 ] |
| 18  | Nelson Proença                | Político                              | Brasil                   | 1950  | [ 54 ] |
| 18  | Alexey Parshin                | Matemático                            | Rússia/ União Soviética  | 1942  | [ 55 ] |
| 18  | Gilberto Tinetti              | Pianista e professor                  | Brasil                   | 1932  | [ 56 ] |
| 19  | Tim White                     | Árbitro de wrestling                  | Estados Unidos           | 1954  | [ 57 ] |
| 20  | Sture Allén                   | Linguista e professor                 | Suécia                   | 1928  | [ 58 ] |
| 20  | Caleb Swanigan                | Basquetebolista                       | Estados Unidos           | 1997  | [ 59 ] |
| 20  | James Maxwell Bardeen         | Físico                                | Estados Unidos           | 1939  | [ 60 ] |
| 20  | Jordi Bonet i Armengol        | Arquiteto                             | Espanha                  | 1925  | [ 61 ] |
| 21  | James Rado                    | Compositor e ator                     | Estados Unidos           | 1932  | [ 62 ] |
| 21  | Duncan Henderson              | Cineasta                              | Estados Unidos           | 1949  | [ 63 ] |
| 21  | Jaroslav Škarvan              | Handebolista                          | Chéquia                  | 1944  | [ 64 ] |
| 22  | Jüri Tarmak                   | Atleta                                | Estónia/ União Soviética | 1946  | [ 65 ] |
| 22  | Yves Coppens                  | Antropólogo                           | França                   | 1934  | [ 66 ] |
| 22  | Paulo Diniz                   | Cantor                                | Brasil                   | 1940  | [ 67 ] |
| 22  | Marilu Bueno                  | Atriz                                 | Brasil                   | 1940  | [ 68 ] |
| 22  | Danuza Leão                   | Jornalista                            | Brasil                   | 1933  | [ 69 ] |
| 22  | Juarez Corrêa                 | Cartunista                            | Brasil                   | 1954  | [ 70 ] |
| 23  | Ernane Galvêas                | Economista                            | Brasil                   | 1922  | [ 71 ] |
| 23  | Geninha da Rosa Borges        | Atriz                                 | Brasil                   | 1922  | [ 72 ] |
| 23  | Nilo Neves                    | Treinador e futebolista               | Brasil                   | 1942  | [ 73 ] |
| 25  | Javier Cárdenas               | Futebolista                           | México                   | 1952  | [ 74 ] |
| 26  | Thue Christiansen             | Artista e político                    | Gronelândia              | 1940  | [ 75 ] |
| 26  | Roberto Luna                  | Cantor                                | Brasil                   | 1929  | [ 76 ] |
| 27  | Marlin Briscoe                | Jogador de futebol americano          | Estados Unidos           | 1945  | [ 77 ] |
| 28  | Célio Borja                   | Magistrado                            | Brasil                   | 1928  | [ 78 ] |
| 30  | Technoblade                   | Youtuber                              | Estados Unidos           | 1999  | [ 79 ] |
| 30  | Paulo da Cunha Lana           | Biólogo e professor                   | Brasil                   | 1956  | [ 80 ] |